# زیردریایی کلاس ردوتیبل (۱۹۶۷)
سابمارین کلاس ردوتیبل (۱۹۶۷) (به انگلیسی: Redoutable-class submarine (1967)) یک کلاس از زیردریایی است که طول آن ۱۲۸ متر (۴۲۰ فوت) می‌باشد.